# Para-Romani-Sprachen
Para-Romani-Sprachen sind Mischsprachen aus Romani und europäischen Kontaktsprachen wie beispielsweise Englisch oder Spanisch. Während in Para-Romani-Sprachen der Wortschatz des Romani beibehalten wird, wird gleichzeitig Syntax und Morphologie der Kontaktsprache verwendet. Para-Romani entsteht, wenn in Sprachgemeinschaften der Roma das Romani nicht mehr verwendet wird, weil die Kontaktsprache inzwischen dominiert, aber der Romani-Wortschatz weiterhin in Gebrauch ist. Während in älterer Literatur dieses Phänomen als Dialekte oder „Mischdialekte“ des Romani bezeichnet wurde, hat sich in der aktuellen sprachwissenschaftlichen Forschung der Begriff Para-Romani etabliert.
Zu den am besten dokumentierten Para-Romani-Sprachen zählen:
| Para-Romani                         | Eigenbezeichnung | Gebiet              | Kontaktsprachen                                                                       |
| ----------------------------------- | ---------------- | ------------------- | ------------------------------------------------------------------------------------- |
| Angloromani                         | řomani čhib      | Großbritannien      | Englisch a                                                                            |
| Skandoromani                        | romano           | Skandinavien        | Finnisch, Norwegisch, Schwedisch, Dänisch, u. a.                                      |
| Caló                                | kalo             | Iberische Halbinsel | Katalanisch, Aragonesisch, Kastilisch, Asturisch-Leonesisch, Galicisch, Okzitanisch b |
| Erromintxela oder Baskisches Romani | romaničel        | Baskenland          | Baskisch                                                                              |

Weitere Para-Romani-Sprachen sind Dortika in Griechenland, die Geheimsprache der Geygelli Yürüks in der Türkei und das auf dem Deutschen basierende Romnisch in Dänemark. Drei weitere Para-Romani-Varietäten in Griechenland sind Finikas Romika (in Finikas, Thessaloniki) und zwei in Janina und Konitsa.